# Грюнбах (Саксонія)
Грюнбах (нім. Grünbach) — громада в Німеччині, розташована в землі Саксонія. Входить до складу району Фогтланд. Складова частина об'єднання громад Фалькенштайн.
Площа — 27,53 км2. Населення становить 1645 ос. (станом на 31 грудня 2020).

## Галерея

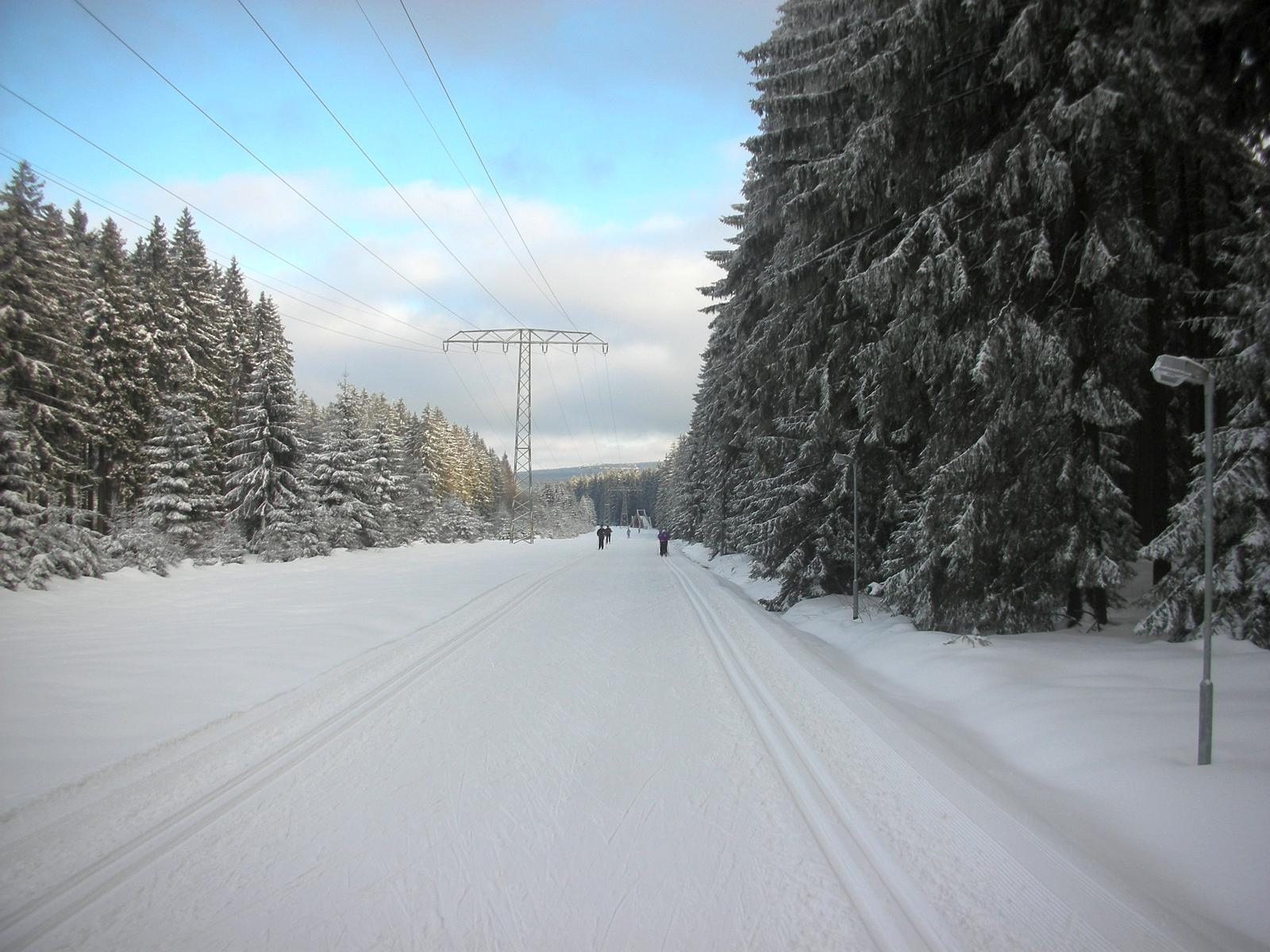
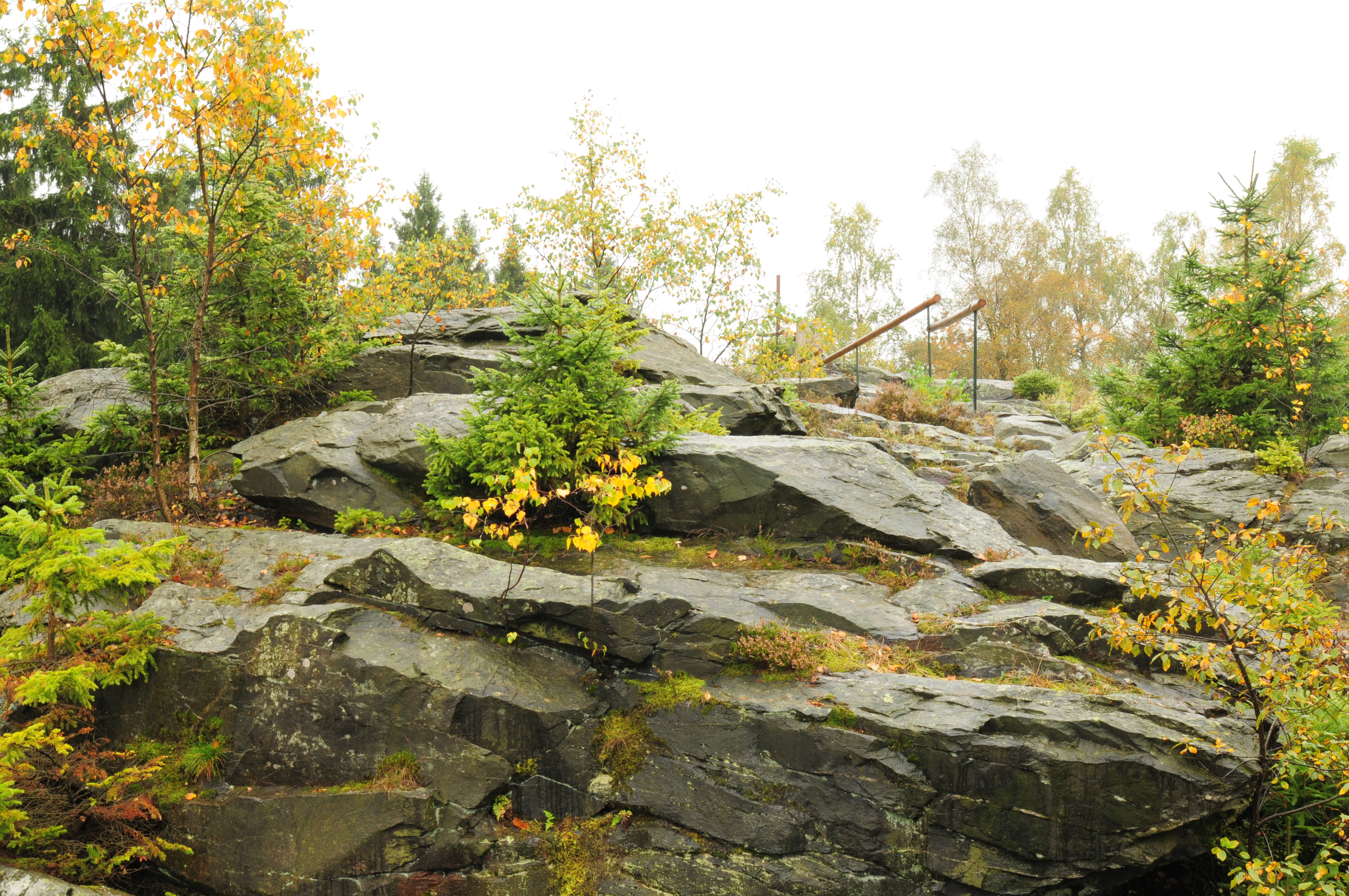
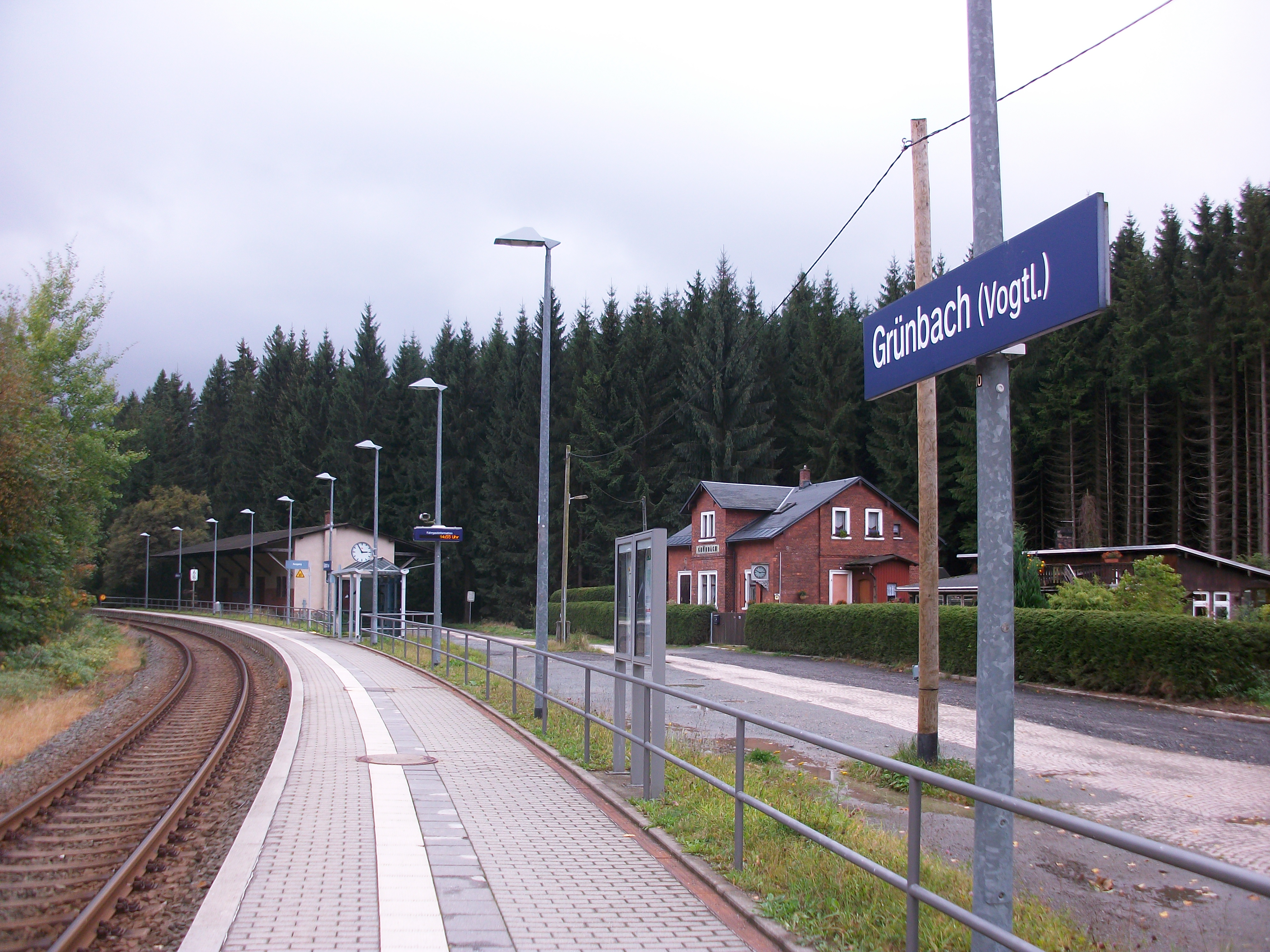